# Bz (digramme)
Cette page contient des caractères spéciaux ou non latins. S’ils s’affichent mal (▯, ?, etc.), consultez la page d’aide Unicode.
Pour les articles homonymes, voir BZ.
Bz (minuscule bz) est un digramme de l'alphabet latin composé d'un B et d'un Z.

## Linguistique
- En shona, le digramme « bz » représente le son [bz͎].

## Représentation informatique
Comme la majorité des digrammes, il n'existe aucun encodage de Bz sous un seul signe, il est toujours réalisé en accolant un B et un Z.